# 雅加達國際展覽中心
雅加達國際展覽中心是一座位於印尼雅加達馬腰蘭的會議和展覽中心。會展中心於2010年開幕，由梅達亞集團開發。它興建於原馬腰蘭機場原佔地約44公頃土地中，100000平方公尺的展覽及會議區。雅加達國際展覽中心有5個大廳，可以容納500至12000人。
這個場地辦過各種展覽、音樂會和國內外特別活動，例如雅加達博覽會、爪哇國際爵士音樂節、DWP音樂節、第七屆印尼偶像、2012年以來的印尼小姐、演唱會和其他活動。